# Yannick Eduardo
Yannick Ferreira Eduardo (* 23. ledna 2006) je česko-nizozemský profesionální fotbalista, který hraje na pozici útočníka za nizozemský klub FC Emmen, kde je na hostování z RB Lipsko. Narodil se v Česku a vyrůstal v Nizozemsku.

## Mládí
Eduardo se narodil v Kadani angolskému otci a české matce a ve třech letech se přestěhoval z Česka do Tielu v Nizozemsku.

## Kariéra
Jako junior se Eduardo připojil k mládežnické akademii bundesligového týmu RB Lipsko, kde byl považován za jednoho z nejdůležitějších hráčů týmu. Dne 23. ledna 2024 podepsal s klubem svou první profesionální smlouvu, která ho v klubu má udržet až do roku 2027.
Dne 27. června 2024 se Eduardo připojil ke klubu Eerste Divisie De Graafschap na sezónní hostování. Svůj profesionální debut si odbyl 11. srpna, kdy v první hrací den sezóny nahradil Ralfa Seuntjense v 64. minutě při domácím vítězství 4:3 nad Volendamem. 13. září vstřelil svůj první profesionální gól, v nastaveném čase při ligové prohře 3:2 s Helmond Sport. Dne 9. ledna 2025 Eduardo odešel na nové hostování do Emmenu ve stejné lize.

## Statistiky

### Klubové
Platí k zápasu hranému 29. října 2024.
| Klub                      | Sezóna            | Liga              | Liga   | Liga | Národní pohár | Národní pohár | Kontinentální | Kontinentální | Ostatní | Ostatní | Celkově | Celkově |
| Klub                      | Sezóna            | Soutěž            | Zápasy | Góly | Zápasy        | Góly          | Zápasy        | Góly          | Zápasy  | Góly    | Zápasy  | Góly    |
| ------------------------- | ----------------- | ----------------- | ------ | ---- | ------------- | ------------- | ------------- | ------------- | ------- | ------- | ------- | ------- |
| RB Lipsko                 | 2024/25           | Bundesliga        | 0      | 0    | 0             | 0             | 0             | 0             | —       | —       | 0       | 0       |
| De Graafschap (hostování) | 2024/25           | Eerste Divisie    | 9      | 1    | 1             | 1             | —             | —             | —       | —       | 10      | 2       |
| Celkově v kariéře         | Celkově v kariéře | Celkově v kariéře | 9      | 1    | 1             | 1             | 0             | 0             | 0       | 0       | 10      | 2       |